# Інгігерда Біргерсдоттір Б'єльбська
Інґіґерда (Ingegerd або Ingegärd) Бірґерсдоттір з Б'єльбу (приблизно 1180–7 квітня після 1210, можливо, 1230) — королева Швеції як друга дружина короля Сверкера II.

## Життєпис

### Походження
Інґіґерда народилася в одній із наймогутніших шляхетських сімей Швеції — у сім'ї Б'єльбу. Вона була донькою могутнього ярла Бірґера Броси і вдови королеви Бріґіт Гаральдсдоттір; її мати була дитиною норвезького короля Гаральда Ґіллі і в першому шлюбі сама була королевою Швеції в 1160—1161 роках.

### Життя королеви
Десь у 1200 році вона вийшла заміж за короля Сверкера після смерті його першої дружини Бенедикти і стала королевою Швеції безпосередньо після одруження. Завдяки своїм зв'язкам вона мала відігравати важливу роль у політиці свого чоловіка. У 1202 році помер її батько, і королева Інгегерд та її чоловік проголосили свого однорічного сина принца Югана спадкоємцем і главою клану Б'єльбу через неї з титулом ярла. Схоже, що цей крок відлучив клан Б'єльбу від двору Сверкера. Сини попереднього короля Кнута I втекли до Норвегії в 1204 році, повернувшись у наступному році за підтримки Норвегії. Троє синів були вбиті в битві при Алгаросі, а четвертому, Еріку, вдалося втекти. Ці криваві події, здається, поставили родичів Інґіґерд на бік Еріка, як видно з подій у наступні роки. Які б спроби Інґіґерди не робила, щоб виступити посередником між королем та її родиною, вони їх не примирили. Сверкер і Ерік зустрілися в битві при Лені в 1208 році, де її брат Кнут Ярл був убитий на боці Еріка, можливо, разом з її дядьком Маґнусом Міннешельдом. Однак Ерік переміг і став королем. Через два роки, у 1210 році, її чоловік намагався повернути собі трон, але був убитий у битві при Єстільрені. Фольке Ярл, ймовірно, ще один з її братів, був убитий на боці Еріка.

### Після Єстільрена
Пізніше життя королеви Інґіґерди невідомо, як і рік її смерті. У 1216 році королем став її син Юган, але в джерелах нічого не згадується про його матір. Історики припускають, що своє подальше життя вона провела зі своїм братом Маґнусом у Сканії або в якійсь іншій частині Данії. Є припущення, що вона могла дожити до 1230 року.
Джерела біографії Інґіґерди обмежуються кількома посиланнями в скандинавських джерелах. Відсутність хронологічної точності викликала альтернативне тлумачення порядку шлюбів Сверкера II. Таким чином, Інгегерд могла бути першою королевою в кінці ХІІ і на початку ХІІІ століть. Після її смерті Сверкер одружився з Бенедиктою Еббесдоттер Гвідською, чий батько Еббе Сунесен, брат архієпископа Андреаса Сунесена в Лунді, підтримував Сверкера в катастрофічній битві при Лені.

## Діти
- Юган I Шведський (1201?–1222), король 1216—1222.

## Додаткова література
- Agneta Conradi Mattsson: Riseberga kloster, Birger Brosa & Filipssönerna (Risberga convent, Birger Brosa and the sons of Philip) Vetenskapliga skrifter utgivna av Örebro läns museum 2, 1998, ISBN 91-85642-24-X
- Dick Harrison: Jarlens sekel — En berättelse om 1200-talets Sverige. (The century of the jarl en story from 13th century Sweden) Ordfront, Stockholm, 2002, ISBN 91-7324-999-8
- Åke Ohlmarks: Alla Sveriges drottningar. (All the queens of Sweden) Stockholm: Gebers, 1973.